# Nemoura transversospinosa
Nemoura transversospinosa är en bäcksländeart som beskrevs av Zhiltzova 1979. Nemoura transversospinosa ingår i släktet Nemoura och familjen kryssbäcksländor. Inga underarter finns listade i Catalogue of Life.